# Erwin Mulder
Erwin Mulder (Pannerden, 3 marzo 1989) è un ex calciatore olandese, di ruolo portiere.